# 第11回全国中等学校優勝野球大会
第11回全国中等学校優勝野球大会（だい11かいぜんこくちゅうとうがっこうゆうしょうやきゅうたいかい）は、1925年8月15日から8月23日まで甲子園大運動場で行われた全国中等学校優勝野球大会である。

## 概要
地方大会では、前年まで6県対象だった東北大会を3県対象とし、残る3県を対象とする奥羽大会を新設。また、8県対象だった九州大会が消滅し、いずれも4県対象の北九州大会と南九州大会を編成。2大会増えて21大会となった。
この大会より、スコアボードのセンターポールに国旗と大会旗を掲揚するようになった。
大会では四国代表の高松商が本州に所在する学校以外では初めて、夏の大会での優勝を果たした。なお、高松商は1924年の第1回選抜中等学校野球大会でも優勝しており、春と夏、両大会の優勝経験を持つ最初の学校となった。

## 代表校
| 地方大会 | 代表校   | 出場回数       |
| -------- | -------- | -------------- |
| 北海道   | 北海中   | 2年連続4回目   |
| 奥羽     | 秋田商   | 初出場         |
| 東北     | 仙台二中 | 初出場         |
| 関東     | 前橋中   | 初出場         |
| 東京     | 早稲田実 | 4年連続5回目   |
| 甲信越   | 長野商   | 初出場         |
| 北陸     | 敦賀商   | 初出場         |
| 神静     | 静岡中   | 2年連続2回目   |
| 東海     | 愛知一中 | 3年連続7回目   |
| 京津     | 東山中   | 初出場         |
| 紀和     | 和歌山中 | 11年連続11回目 |

| 地方大会 | 代表校     | 出場回数     |
| -------- | ---------- | ------------ |
| 大阪     | 市岡中     | 2年連続7回目 |
| 兵庫     | 第一神港商 | 2年連続2回目 |
| 山陰     | 米子中     | 初出場       |
| 山陽     | 柳井中     | 初出場       |
| 四国     | 高松商     | 8年ぶり3回目 |
| 北九州   | 長崎商     | 初出場       |
| 南九州   | 熊本商     | 初出場       |
| 朝鮮     | 釜山中     | 初出場       |
| 満洲     | 大連商     | 3年連続4回目 |
| 台湾     | 台北工     | 初出場       |

## 試合結果

### 1回戦
- 東山中 9 - 3 北海中
- 米子中 2 - 0 前橋中
- 和歌山中 2 - 0 熊本商
- 大連商 6 - 0 仙台二中
- （台北工 2 - 0 釜山中）（1回表・降雨ノーゲーム）
- 釜山中 6 - 4 台北工

### 2回戦
- 高松商 14 - 0 東山中
- 第一神港商 10 - 4 米子中
- 静岡中 3 - 2 愛知一中
- 早稲田実 1 - 0 和歌山中
- 大連商 5 - 2 長野商
- 柳井中 4 - 3 釜山中
- 長崎商 3 - 1 市岡中
- 敦賀商 5x - 4 秋田商（延長11回）

### 準々決勝
- 高松商 4 - 1 静岡中
- 大連商 3 - 2 長崎商
- 第一神港商 5 - 1 柳井中
- 早稲田実 11 - 4 敦賀商

### 準決勝
- 高松商 9 - 2 大連商
- 早稲田実 4 - 3 第一神港商

### 決勝
|          | 1 | 2 | 3 | 4 | 5 | 6 | 7 | 8 | 9 | R | H  | E |
| -------- | - | - | - | - | - | - | - | - | - | - | -- | - |
| 高松商   | 0 | 5 | 0 | 0 | 0 | 0 | 0 | 0 | 0 | 5 | 8  | 0 |
| 早稲田実 | 0 | 0 | 0 | 0 | 0 | 0 | 0 | 3 | 0 | 3 | 10 | 3 |

1. （高）：宮武、本田、宮武 - 神田
2. （早）：高橋 - 平山
3. 本塁打
（早）：七里
4. 審判
［球審］加藤
［塁審］高浜・市岡

| 高松商 | 高松商   | 高松商     |
| 打順   | 守備     | 選手       |
| ------ | -------- | ---------- |
| 1      | [左]     | 小島正     |
| 2      | [捕]     | 神田時雄   |
| 3      | [一]投一 | 本田竹蔵   |
| 4      | [投]一投 | 宮武三郎   |
| 5      | [中]     | 井川喜代一 |
| 6      | [遊]     | 三木忠章   |
| 7      | [三]     | 水原茂     |
| 8      | [二]     | 多胡隆義   |
| 9      | [右]     | 堀定一     |

| 早稲田実 | 早稲田実 | 早稲田実   |
| 打順     | 守備     | 選手       |
| -------- | -------- | ---------- |
| 1        | [一]     | 牧口洋三   |
| 2        | [左]     | 斎木正治   |
| 3        | [三]     | 小林政綱   |
| 4        | [中]     | 七里正夫   |
| 5        | [投]     | 高橋外喜雄 |
| 6        | [二]     | 深田要吉   |
| 7        | [捕]     | 平山清太郎 |
| 8        | [遊]     | 柴崎輝一   |
| 9        | [右]     | 山田六造   |

## 大会本塁打
1回戦
- 第1号：加藤常雄（東山中）
- 第2号：田上政男（北海中）

2回戦
- 第3号：多胡隆義（高松商）
- 第4号：岡正（第一神港商）
- 第5号：田中二夫（釜山中）

準々決勝
- 第6号：山下実（第一神港商）

準決勝
- 第7号：小林政綱（早稲田実）

決勝
- 第8号：七里正夫（早稲田実）

## その他の主な出場選手
- 松木謙治郎（敦賀商）
- 真野春美（東山中）
- 小川正太郎（和歌山中）
- 伊達正男（市岡中）

- 島秀之助（第一神港商）
- 西垣徳雄（第一神港商）
- 杉田屋守（柳井中）
- 円城寺満（大連商）